# Tivové
Tivové jsou příslušníci etnické skupiny žijící v západní Africe. Jejich populace se odhaduje na více než 6 000 000 osob. Obývají Nigérii (státy Benue, Taraba, Nassarawa a Plateau) a Kamerun (departement Manyu), existuje také početná diaspora ve Spojeném království. Jsou známi také pod hauským exonymem Munshi.
Hovoří tivštinou, tónovou řečí, která patří mezi nigerokonžské jazyky. Vyznávají převážně křesťanství, i když část Tivů stále udržuje pohanskou víru v nadpřirozené síly nazývané akombo. Jsou považování za příbuzné Bantuů, kteří migrovali ze společné pravlasti a okolo roku 1500 se usadili v savanách okolo řeky Benue. 
Tradiční společenské zřízení Tivů je výrazně rovnostářské, bez vrstvy dědičných náčelníků. Teprve v koloniálním období byl v rámci zavádění systému nepřímé vlády ustaven vládce nazvaný Tor Tiv. Rodová společnost Tivů má složitou segmentární strukturu. Velkou roli v jejich kultuře hraje genealogie. Podle legend se praotec národa jmenoval Tiv a měl dva syny, kteří se jmenovali Chongo a Pusu. Od nich odvozují svůj původ hlavní tivské patrilineární klany.
První Evropané přišli do přímého kontaktu s Tivy v roce 1852. Území Tivlandu ovládly v roce 1906 britské jednotky, které vedl Hugh Trenchard. Tivové dlouho bojovali proti koloniální nadvládě, v roce 1964 zase povstali proti nadvládě muslimů v nezávislé Nigérii, k dalším násilnostem na jejich území došlo v letech 2001 a 2011.
Pro Tivy jsou charakteristické černobíle pruhované oděvy nazvané a’nger. Stavějí chýše ate-u-tiv, určené k přijímání návštěv. Provozují umění kwagh-hir, což je vyprávění legend za pomoci masek a loutek, které bylo zapsáno na seznam mistrovských děl ústního a nehmotného dědictví lidstva. Ve své hudbě používají nástroje zurna, gbande a kakaki. Z uměleckých řemesel se věnují keramice, tkalcovství a dřevořezbě, významné postavení mají v jejich společnosti kováři. Jsou usedlými zemědělci, pěstují převážně sladké brambory, jamy, fazole, seznamová semínka a arašídy. Typickými pokrmy jsou kaše akuto a akpukpa, asondo ze sušených batátů a mírně alkoholický nápoj burukutu.

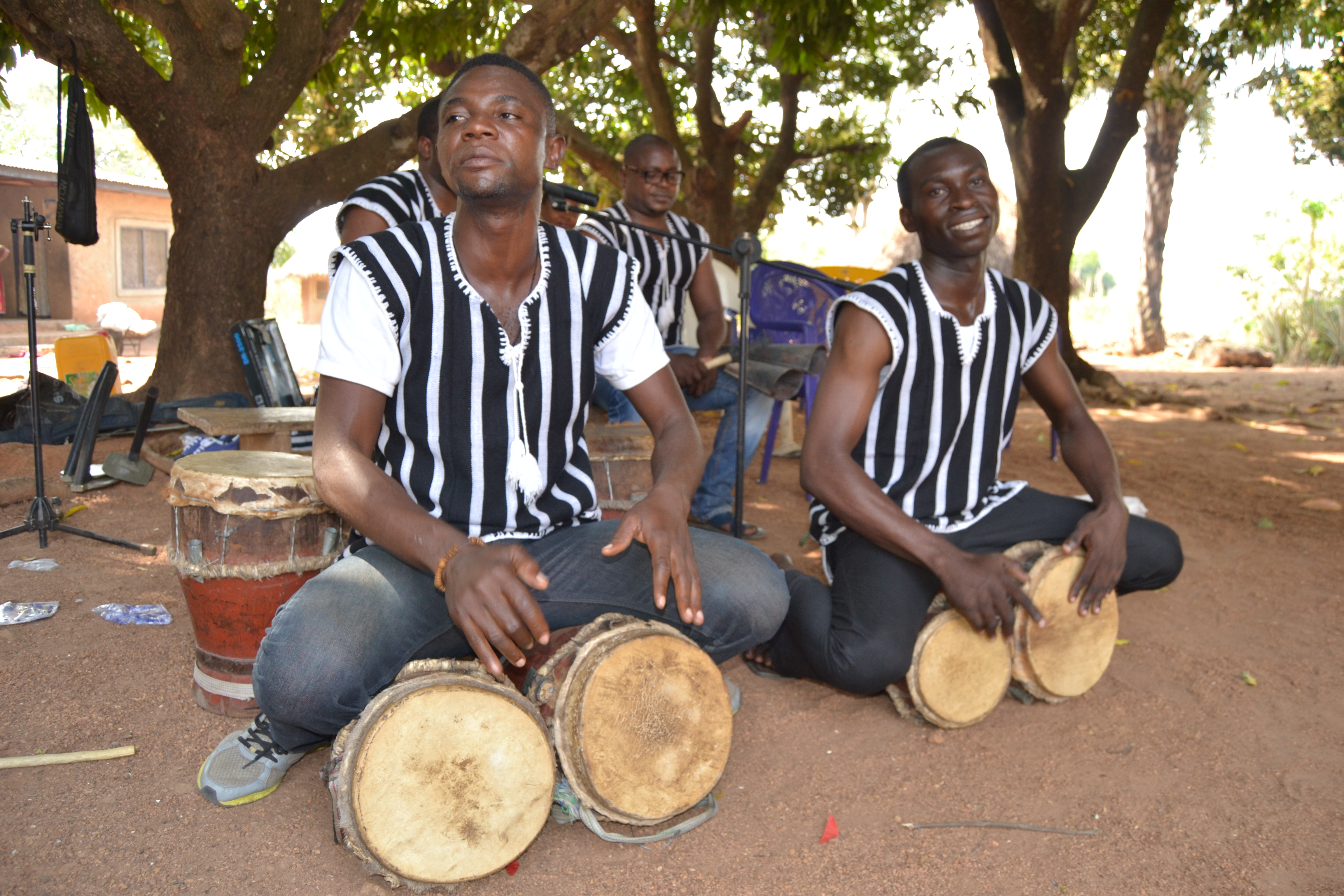
Krojovaní bubeníci
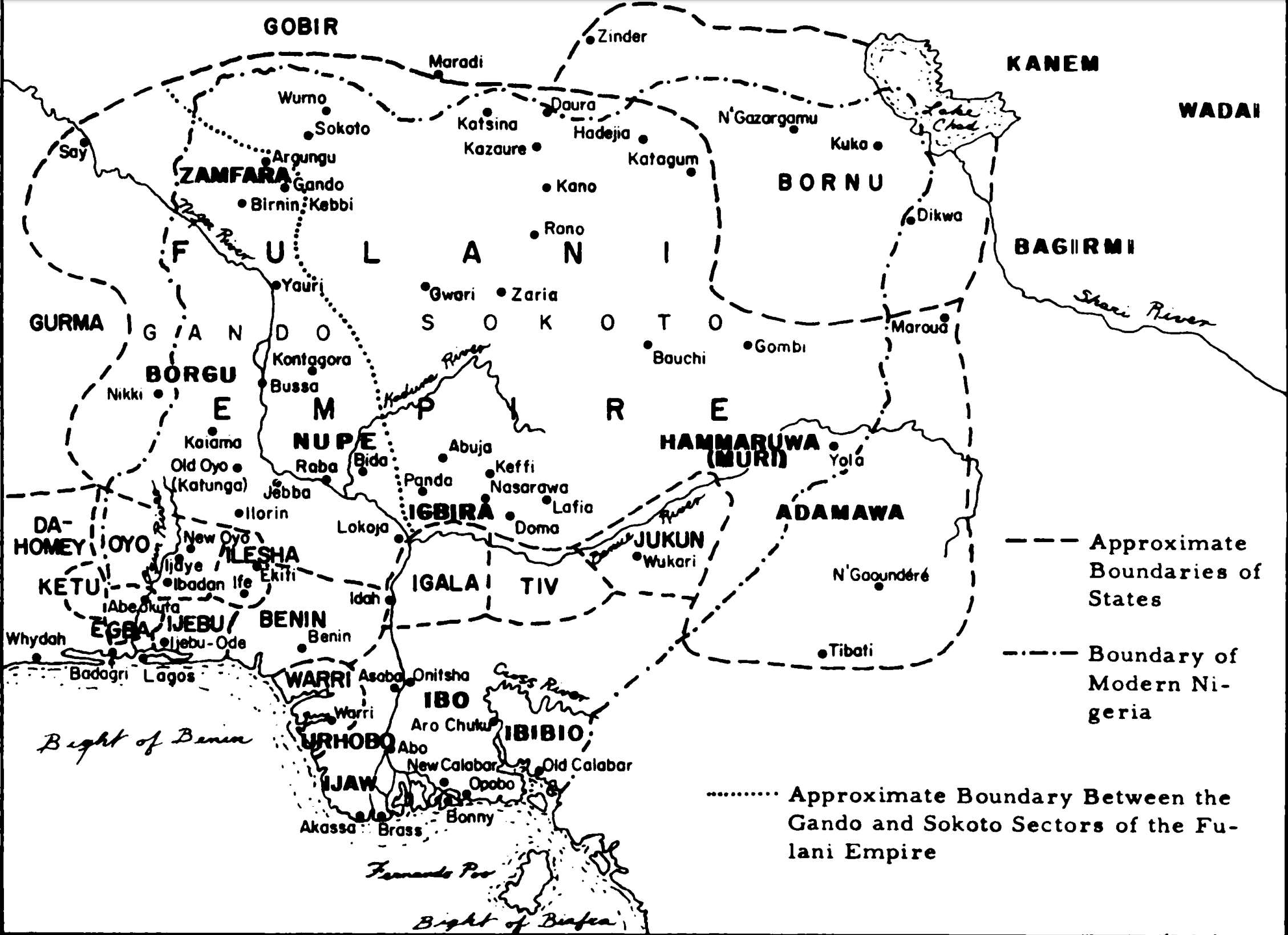
Území Tivů na mapě Nigérie v 19. století
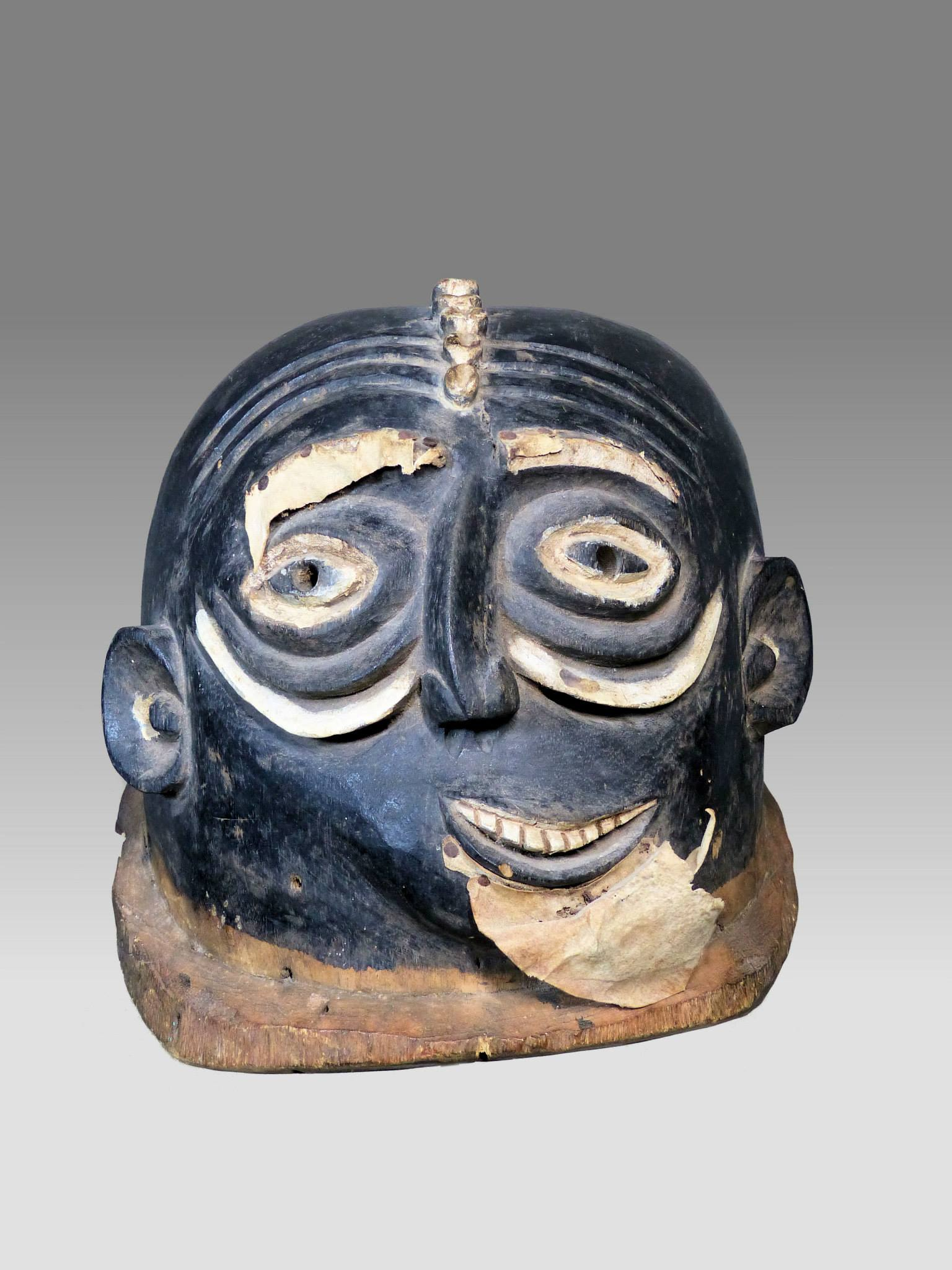
Maska pro přestavení kwagh-hir